# يانا (لاعبة كرة قدم)
يانا (بالبرتغالية: Janaína Queiroz Cavalcante) هي لاعبة كرة قدم برازيلية، ولدت في 2 أبريل 1988 في فورتاليزا في البرازيل. لعبت مع نادي سانتوس.

## وصلات خارجية
- يانا على موقع قاعدة بيانات كرة القدم.إي يو (الإنجليزية)
- يانا على موقع Soccerway.com (الإنجليزية)